# 陳純一 (國民革命軍少將)
陈纯一（1903年—1938年3月），中华民国國民革命軍少将，为将骁勇，字静宇，号庆榕（另一说为庆蓉），湖南新宁人，1938年3月在台儿庄战役中力战殉国。

## 生平
1903年，陈纯一出生在湖南省新宁县黄龙镇峰佳山的一户大户人家，另有8个兄弟姐妹，祖父为清末抗法名将陈展堂。虽然家境优越，但是陈纯一的双亲并没有溺爱儿子。陈纯一10岁时进入私塾读书，15岁进入新宁县县立高等小学，1921年从高小毕业后回到老家陈家山。
1925年初，陈纯一考入黄埔军校第三期，后参加第一次东征和第二次东征。在第二次东征时，陈纯一报名参加敢死队，因作战英勇晋升国民革命军第1军连长。1926年参加北伐战争，期间屡立战功，晋升为副团长。1932年2月，陈纯一率领1个营参加一·二八事变，与日军血战两昼夜，击退日军多次猛攻，受到中华民国政府嘉奖。
1935年，陈纯一任第4师23团团长，驻湖北枣阳。1937年，陈纯一调任第13军第4师第23团团长，奉命开赴华北前线与日军作战。面对妻子的牵挂，陈纯一在信中对妻子说：“当此国难当头之际，正吾人出力之时，此去前方，当固守国土，虽马革裹尸亦所愿也”。抵达华北后，陈纯一率领部队在南口、张家口一带多次与日军交战，期间膝盖受重伤，但伤未痊愈即返回战场。1938年3月，陈纯一率部到鲁南参加台儿庄战役。
1938年3月，陈纯一率部驻守峄县，刚进入阵地就与日军第10师团步兵第63联队遭遇。面对强敌，陈纯一临危不惧，率领全团发动冲锋，与日军展开惨烈的白刃战。开战第二天，陈纯一手腕负伤；开战第三天，陈纯一的半只耳朵被子弹打掉，血流如注；开战第四天，陈纯一遭受日军炮击，肚肠外溢，但强忍剧痛将肠子塞回肚子里并继续指挥战斗。部下见状劝陈纯一后撤，陈纯一则表示要与阵地共存亡，终殉国成仁，年仅35岁。

## 逝后
1986年3月，陈纯一經湖南省人民政府追认为革命烈士。